# Hans von Essen
Hans Olof von Essen, född 31 december 1900 i Villmanstrand, död 23 augusti 1973 i Halikko, var en finländsk militär. Han var son till Didrik von Essen. 
Kavalleriofficeren von Essen var medlem av Pellingekåren 1918 och senare bland annat militärattaché i Polen 1937–1939. Han förde under vinterkriget befälet över Infanteriregementet JR 26 och i fortsättningskriget över Nylands dragonregemente, bland annat i mottistriderna vid Ilomants i augusti 1944. Han tilldelades Mannerheimkorset den 20 oktober 1941 och befordrades till överste 1942. Efter kriget var han chef för Björneborgs militärdistrikt till 1946 och militärattaché i Sverige. Han övergick till näringslivet 1946; grundade och organiserade upp Industrins Bevakning Ab samt var dess verkställande direktör 1959–1968. Han var en ivrig ryttare; han deltog bland annat i OS i Amsterdam 1928 och blev femte i fältritt. 